# 1814 na literatura

## Nascimentos
| Data          | Nome              | Profissão                       | Nacionalidade | Observações | Ref |
| ------------- | ----------------- | ------------------------------- | ------------- | ----------- | --- |
| 30 de Maio    | Mikhail Bakunin   | escritor e activista anarquista | Rússia        | m. 1876     |     |
| 15 de Outubro | Mikhail Lérmontov | poeta e romancista              | Rússia        | m. 1841     |     |

## Mortes
| Data           | Nome                              | Profissão                        | Nacionalidade | Observações | Ref |
| -------------- | --------------------------------- | -------------------------------- | ------------- | ----------- | --- |
| 21 de Janeiro  | Bernardin de Saint-Pierre         | escritor e botânico              | França        | n. 1737     |     |
| 2 de Dezembro  | Marquês de Sade                   | escritor                         | França        | n. 1740     |     |
| 13 de Dezembro | Charles Joseph, Príncipe de Ligne | nobre, oficial e homem de letras | Bélgica       | n. 1735     |     |